# Val-des-Marais
Val-des-Marais is een gemeente in het Franse departement Marne (regio Grand Est) en telt 490 inwoners (1999). De plaats maakt deel uit van het arrondissement Epernay. De gemeente werd gevormd in 1977 na een fusie van 4 andere gemeenten: Aulnay-aux-Planches, Aulnizeux, Coligny en Morains.

## Geografie
De oppervlakte van Val-des-Marais bedraagt 40,9 km², de bevolkingsdichtheid is 12,0 inwoners per km².
De onderstaande kaart toont de ligging van Val-des-Marais met de belangrijkste infrastructuur en aangrenzende gemeenten.

## Demografie
Onderstaande figuur toont het verloop van het inwonertal (bron: INSEE-tellingen).

1. ↑  Populations de référence 2022.